# Rimito (ö)
Rimito är en ö i Finland, huvudö i den tidigare kommunen med samma namn, numera del av Nådendal, i landskapet Egentliga Finland, i den sydvästra delen av landet, 170 km väster om huvudstaden Helsingfors. Arean är 113 kvadratkilometer.
Rimito sitter ihop med Otava i norr men sjön Paskaperänjärvi och vikarna Ruokorauma i öster och Kolkka i väster bildar en tydlig skiljelinje.
Öns högsta punkt är 63 meter över havet. Den sträcker sig 17,1 kilometer i nord-sydlig riktning, och 14,8 kilometer i öst-västlig riktning.  I omgivningarna runt Rimito växer i huvudsak barrskog.
Följande samhällen finns på Rimito:
- Rimito kyrkby
- Merimasku kyrkby (på Otava-delen)

I övrigt finns följande på Rimito:
- Insjöar:
  - Kirkkojärvi (en sjö)
  - Kuralanjärvi (en sjö)
  - Köylijärvi (en sjö)
  - Leikkistenjärvi (en sjö)
  - Leiklahdenjärvi (en sjö)
  - Paskalahti (en sjö)
  - Paskaperänjärvi (en sjö)
  - Pikku-Nuikko (en sjö)
  - Riiaistenjärvi (en sjö)
  - Yittistenjärvi (en sjö)
- Sund:
  - Kirkkosalmi (ett sund)
  - Vähäsalmi (ett sund)
- Kullar:
  - Arkkuvuori (en kulle)
  - Kaasavuori (en kulle)
  - Mainiomäki (en kulle)
  - Nuikonvuori (en kulle)
  - Villivuori (en kulle)
  - Viluvuori (en kulle)
- Halvöar:
  - Hevosluoto (en halvö)
  - Julliniemi (en udde)
  - Kunstenniemi (en udde med Åboförsamlingarnas lägergård)
  - Letonniemi (en udde)
  - Niemenpää (en udde)
  - Päkinniemi (en udde)